# 跳岩
跳岩又称石礅桥、掟步桥，是一种原始的渡河工具，通常由一些形状规则，大小适当的石块排列而成。由于其因地制宜、简单原始，而又难经风雨、仅供人行的特性，现多见于多山多水、交通闭塞的一些南方山区。最早的跳岩已不可考，随着基础设施的完善，很多地区的跳岩被新建的桥梁所取代，也有一些保存较完好、历史可查的跳岩作为当地的观光景色和交通要处而存在。

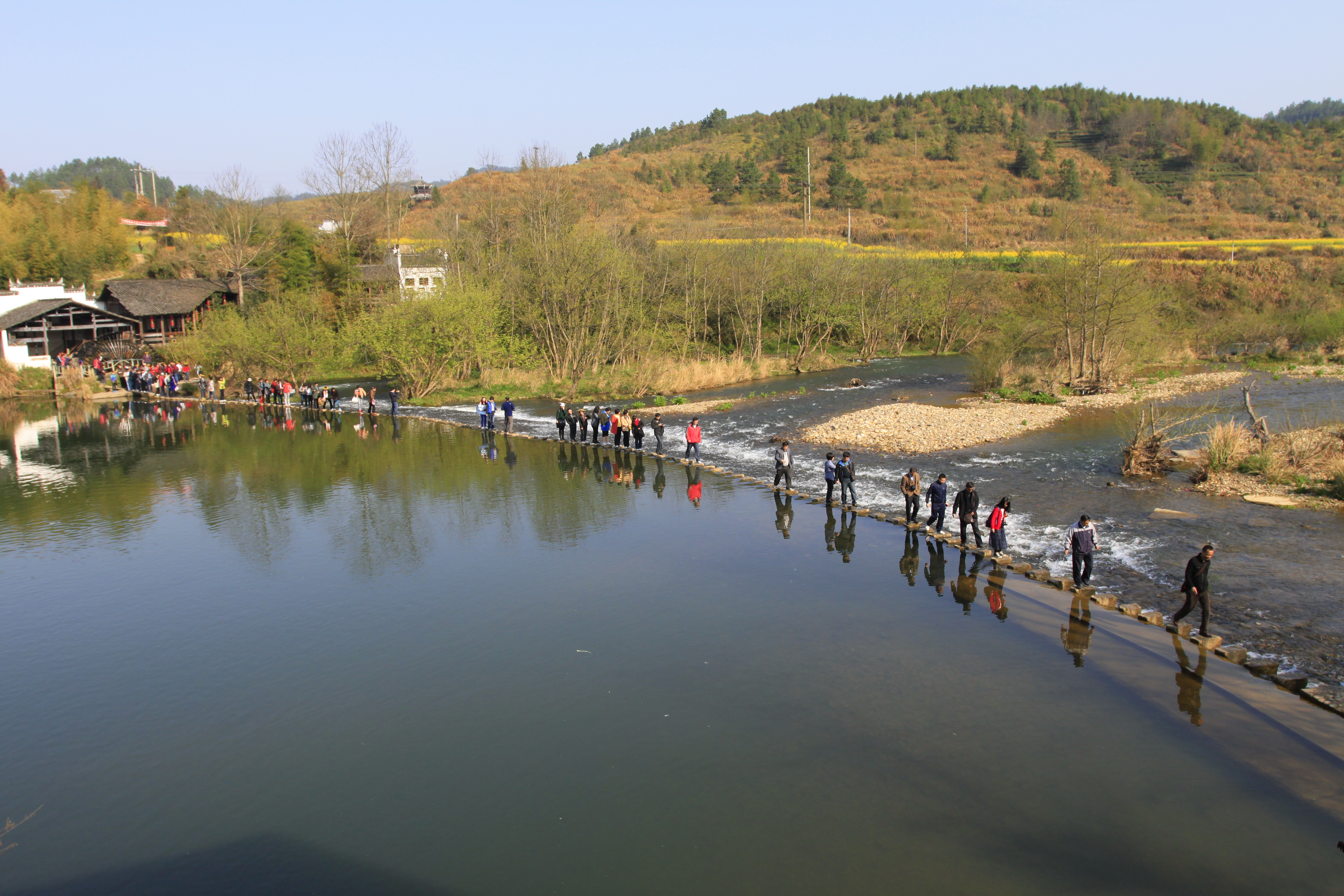
清华彩虹桥下的跳岩